# Satan's Hollow
Satan's Hollow è un videogioco arcade di tipo sparatutto a schermata fissa pubblicato da Bally Midway nel 1982. Lo stesso anno uscì anche per Atari 8-bit e nel 1984 per Commodore 64.
Venne pubblicizzato anche per Atari 5200, ma questa versione esiste solo come homebrew. Venne inoltre incluso nella raccolta Midway Arcade Treasures per piattaforme più moderne.

## Modalità di gioco
Nello stile di classici come Galaxian, il giocatore controlla una navicella che si muove orizzontalmente alla base dello schermo e spara verso l'alto a bersagli volanti. In questo caso si combatte contro schiere di creature al servizio di Satana, principalmente gargolle, sullo sfondo di una vallata con un castello in cima a un picco.
Le gargolle volteggiano con diverse traiettorie e scendono più o meno gradualmente verso il basso, distruggendo la navicella se la toccano, oppure se fuoriescono dal fondo dello schermo ricompaiono in cima. Sganciano anche dei proiettili verso il basso.
Tra un'ondata di gargolle e l'altra si affronta, da sola, una testa diabolica che sputa fiamme e cambia forma col tempo.
Tra gli altri nemici che si incontrano andando avanti ci sono lanciatori di uova esplosive e gargolle nere quasi invisibili nei livelli notturni.
Ci sono anche gargolle che cercano di togliere le vite di riserva del giocatore, afferrando e portando via letteralmente i simboli che le rappresentano.
Per difendersi, il giocatore ha anche a disposizione uno scudo, che quando è attivato attorno alla navicella la rende invincibile e distrugge ciò che tocca, ma ha un'energia limitata che si consuma molto rapidamente quando è attivo e si ricarica gradualmente quando non lo è.
Quando si distrugge un nemico appare in basso a sinistra un pezzo di travatura, che il giocatore può raccogliere e trasportare sulla destra, per costruire un po' alla volta un ponte sopra un fosso di lava. Alcuni nemici sono in grado di colpire anche il ponte, riducendo le parti già costruite. Quando il ponte è completo è possibile attraversarlo e ritrovarsi così in un'altra schermata sull'altro lato della valle, dove si affronta il diavolo che lancia forconi. Se si riesce a sconfiggerlo si ottiene un cannone extra che aumenta la frequenza di fuoco e si ricomincia con un nuovo ponte.